# Łysak (wieś)
Łysak (niem. Lysack, w latach 1933–1945 Kahlfelde) – wieś w Polsce, położona w województwie warmińsko-mazurskim, w powiecie szczycieńskim, w gminie Wielbark.
W latach 1975–1998 miejscowość administracyjnie należała do województwa olsztyńskiego.